# La notte, la notte
Pour les articles homonymes, voir Notte.
Ne doit pas être confondu avec La notte.
Albums de Étienne Daho
Mythomane
(1981) Tombé pour la France
(1985)
Singles
1. Le Grand Sommeil
Sortie : 9 décembre 1982
2. Sortir ce soir
Sortie : novembre 1983
3. Week-End à Rome
Sortie : avril 1984

La notte, la notte est le deuxième album d'Étienne Daho paru en mars 1984. Cet album a été précédé par la sortie du single Le Grand Sommeil, sorti en 1982. C'est le succès de ce single qui a permis à Étienne Daho d'enregistrer un deuxième album après l'échec de Mythomane. Deux autres singles ont été extraits de cet album : Sortir ce soir et Week-end à Rome. La photo de la pochette de l'album, qui représente le chanteur en tee-shirt rayé avec une perruche sur l'épaule, est signée Pierre et Gilles.
Bien accueilli par la critique, il est certifié disque d'or en 1985, et double disque d'or en 1995. Il est réédité en 2014.

## Titres de l'album

### Album original
| No  | Titre                         | Auteur                       | Durée |
| --- | ----------------------------- | ---------------------------- | ----- |
| 1.  | Week-end à Rome               | Étienne Daho                 | 4:12  |
| 2.  | Signé Kiko                    | Étienne Daho/Arnold Turboust | 4:06  |
| 3.  | Le Grand Sommeil              | Étienne Daho                 | 4:02  |
| 4.  | Promesses                     | Étienne Daho/Franck Darcel   | 3:52  |
| 5.  | Poppy Gene Tierney            | Étienne Daho/Arnold Turboust | 3:45  |
| 6.  | Sortir ce soir                | Étienne Daho/Franck Darcel   | 4:07  |
| 7.  | Et si je m'en vais avant toi  | Françoise Hardy              | 3:30  |
| 8.  | Laisse tomber les jaloux      | Étienne Daho/Franck Darcel   | 4:45  |
| 9.  | Jack, tu n'es pas un ange     | Étienne Daho                 | 4:01  |
| 10. | Saint Lunaire, dimanche matin | Étienne Daho/Arnold Turboust | 3:56  |

### Réédition 2014
| 1.  | Week-End à Rome                                            |  |
| 2.  | Signé Kiko                                                 |  |
| 3.  | Le Grand Sommeil                                           |  |
| 4.  | Promesses                                                  |  |
| 5.  | Poppy Gene Tierney                                         |  |
| 6.  | Sortir ce soir                                             |  |
| 7.  | Et si je m'en vais avant toi                               |  |
| 8.  | Laisse tomber les jaloux                                   |  |
| 9.  | Jack tu n'es pas un ange                                   |  |
| 10. | Saint-Lunaire dimanche matin                               |  |
| 11. | Week-End à Rome (Villa Medicis Mix)                        |  |
| 12. | Signé Kiko                                                 |  |
| 13. | Le Grand Sommeil                                           |  |
| 14. | Tombé pour la France (Version Maximum)                     |  |
| 15. | La Ballade d'Edie S.                                       |  |
| 16. | Et si je m'en vais avant toi (en duo avec Françoise Hardy) |  |
| 17. | Chez les Yé-Yé                                             |  |
| 18. | Arnold Layne                                               |  |
| 19. | Sunday Morning (Mix Alternatif)                            |  |

| 1.  | Signé Kiko (Live Olympia)                          |  |
| 2.  | Le Grand Sommeil (Live Olympia)                    |  |
| 3.  | Sortir ce soir (Live Olympia)                      |  |
| 4.  | Arnold Layne (Live Olympia)                        |  |
| 5.  | Week-End à Rome (Live Olympia)                     |  |
| 6.  | Tombé pour la France (Live Olympia)                |  |
| 7.  | Promesses (Live Zénith)                            |  |
| 8.  | Beat Hôtel (Démo 1982)                             |  |
| 9.  | Entr'ouvert (Démo 1982)                            |  |
| 10. | Swinging London (Démo 1982)                        |  |
| 11. | Sortir ce soir (Démo 1983)                         |  |
| 12. | Lucille (Démo 1983)                                |  |
| 13. | Tombé pour la France (Démo 1985)                   |  |
| 14. | La Ballade d'Edie S. (1985 Rough Mix)              |  |
| 15. | Poppy Gene Tierney (Live à Rennes Le 14 mars 1985) |  |
| 16. | Week-End à Rome (Extended DBF Version))            |  |
| 17. | Patch Up My Heart (US Single Inédit)               |  |
| 18. | Sortir ce soir (Version 2005)                      |  |

## Musiciens
- Étienne Daho : chant et chœur
- François Daniel : basse
- Xavier Géronimi : guitare
- Frédéric Cousseau : batterie
- Arnold Turboust : clavier et programmations